# Ruben Östlund
Ruben Östlund (Styrsö, Västra Götaland megye, 1974. szeptember 11. ) svéd filmrendező és forgatókönyvíró.

## Élete és pályafutása
Az 1990-es évek eleje óta készít sífilmeket.
1998 és 2001 között a Högskolan för fotografi och film főiskolán tanult.

## Filmográfia

### Nagyjátékfilmek
| Év   | Magyar cím              | Eredeti cím         | Feladatkör | Feladatkör | Feladatkör |
| Év   | Magyar cím              | Eredeti cím         | Rendező    | Író        | Vágó       |
| ---- | ----------------------- | ------------------- | ---------- | ---------- | ---------- |
| 2004 |                         | Gitarrmongot        | Igen       | Igen       | Igen       |
| 2008 | Akaratlanul             | De ofrivilliga      | Igen       | Igen       | Igen       |
| 2011 | Play – Gyerekjáték?     | Play                | Igen       | Igen       | Igen       |
| 2014 | Lavina                  | Turist              | Igen       | Igen       | Igen       |
| 2017 | A négyzet               | The Square          | Igen       | Igen       | Igen       |
| 2022 | A szomorúság háromszöge | Triangle of Sadness | Igen       | Igen       | Igen       |

### Egyéb filmek
| Év   | Cím                                        | Feladatkör | Feladatkör | Feladatkör | Feladatkör | Megjegyzés     |
| Év   | Cím                                        | Rendező    | Író        | Vágó       | Producer   | Megjegyzés     |
| ---- | ------------------------------------------ | ---------- | ---------- | ---------- | ---------- | -------------- |
| 2001 | Låt dom andra sköta kärleken               | Igen       | Nem        | Nem        | Nem        | rövidfilm      |
| 2002 | Familj igen                                | Igen       | Nem        | Igen       | Nem        | dokumentumfilm |
| 2004 | Den ljusnande framtid är vår               | Nem        | Nem        | Nem        | Igen       | rövidfilm      |
| 2005 | Scen nr: 6882 ur mitt liv                  | Igen       | Igen       | Igen       | Nem        | rövidfilm      |
| 2006 | Nattbad                                    | Igen       | Nem        | Nem        | Nem        | rövidfilm      |
| 2006 | Weekend                                    | Nem        | Nem        | Igen       | Igen       | rövidfilm      |
| 2008 | En enastående studie i mänsklig förnedring | Nem        | Nem        | Nem        | Igen       | dokumentumfilm |
| 2009 | Hälsningar från skogen                     | Nem        | Nem        | Nem        | Igen       | dokumentumfilm |
| 2009 | Händelse vid bank                          | Igen       | Igen       | Igen       | Nem        | rövidfilm      |
| 2011 | Pangpangbröder, 53 scener från en barndom  | Nem        | Nem        | Nem        | Igen       | dokumentumfilm |

## Díjak és jelölések
Berlini Nemzetközi Filmfesztivál
- 2010: Arany Medve (Goldener Bär): Händelse vid bank (rövidfilm)

Cannes-i fesztivál
- 2017: Arany Pálma: A négyzet
- 2022: Arany Pálma: A szomorúság háromszöge

Európai Filmdíj
- 2017: Legjobb film: A négyzet
- 2017: Legjobb filmvígjáték: A négyzet
- 2017: Legjobb rendező: A négyzet
- 2017: Legjobb forgatókönyvíró:  A négyzet
- 2022: Legjobb film: A szomorúság háromszöge
- 2022: Legjobb rendező: A szomorúság háromszöge
- 2022: Legjobb forgatókönyvíró:  A szomorúság háromszöge

David di Donatello-díj
- 2018: Az Európai Unió legjobb filmje: A négyzet

## Fordítás
- Ez a szócikk részben vagy egészben  a   Ruben Östlund című német Wikipédia-szócikk fordításán alapul.  Az eredeti cikk szerkesztőit annak laptörténete sorolja fel. Ez a jelzés csupán a megfogalmazás eredetét és a szerzői jogokat jelzi, nem szolgál a cikkben szereplő információk forrásmegjelöléseként.
- Ez a szócikk részben vagy egészben  a   Ruben Östlund című svéd Wikipédia-szócikk fordításán alapul.  Az eredeti cikk szerkesztőit annak laptörténete sorolja fel. Ez a jelzés csupán a megfogalmazás eredetét és a szerzői jogokat jelzi, nem szolgál a cikkben szereplő információk forrásmegjelöléseként.